# Belciugatele
Belciugatele là một xã thuộc hạt Călărași, România. Dân số thời điểm năm 2002 là 2354 người.